# Рідкофазна епітаксія
Рідкофа́зна епіта́ксія (англ. Liquid phase epitaxy, LPE) — метод епітаксіального вирощування кристалів із рідкої фази.

## Технологія
Метод рідкофазної епітаксії полягає у вирощуванні монокристалічного шару напівпровідника із розплаву або із розчину-розплаву, насиченого напівпровідниковим матеріалом. Напівпровідник епітаксійно кристалізується на поверхні підкладки, зануреної у розплав, при його охолодженні. У більшості випадків при кристалізації з рідкої фази як розчинника використовують метал, що характеризується необмеженою розчинністю з напівпровідником в рідкому стані, і що утворює з ним евтевтику. Наприклад, Au-Si або Al-Si. 
У випадку рідкофазної епітаксії напівпровідникових з'єднань як розчинник застосовують легкоплавкий компонент з'єднання. Наприклад, Ga для GaAs та GaP. Це дозволяє знизити температуру кристалізації та зменшити перепад температури на межі підкладки — розплав, що підвищує чистоту вирощуваного шару.

### Електроепітаксія
При рідкофазній епітаксії, що керується струмом (електроепітаксія), через нарощуваний епітаксійний шар пропускають постійний електричний струм, тоді як температура системи «рідина-підкладка» підтримується сталою. При протіканні струму у певному напрямі внаслідок ефекту Пельтьє межа розділу охолоджується, що викликає перенасичення розчину-розплаву і процес кристалізації напівпровідникового матеріалу на підкладці. Таким способом вдається отримувати якісні шари таких напівпровідникових сполук та твердих розчинів, як InSb, GaAs, InP, AlGaAs.